# Rio Bandeira (Oberer Piquiri)
Der Rio Bandeira ist ein etwa 42 km langer linker Nebenfluss des Rio Piquiri im Westen des brasilianischen Bundesstaats Paraná.

## Geografie

### Lage
Das Einzugsgebiet des Rio Bandeira befindet sich auf dem Terceiro Planalto Paranaense (Dritte oder Guarapuava-Hochebene von Paraná).

### Verlauf
Sein Quellgebiet liegt im Munizip Nova Laranjeiras auf 642 m Meereshöhe. Man findet es etwa 4 km westlich der Ortschaft Guaraci ungefähr 4 km nördlich der Estrada de Ferro Paraná Oeste. 
Der Fluss verläuft mit sehr vielen Windungen in nördlicher Richtung. Er mündet auf 425 m Höhe von links in den Rio Piquiri. Er ist etwa 42 km lang.

### Munizipien im Einzugsgebiet
Der Rio Bandeira verläuft vollständig innerhalb des Munizips Nova Laranjeiras.

### Nebenflüsse
Der ca. 32 km lange Rio Cocho Grande mündet etwa in der Mitte des Flusslaufs von links in den Rio Bandeira.  